# Aichach-Friedberg
Aichach-Friedberg és un districte a Baviera, Alemanya. És limitat pels (seguint les agulles del rellotge des del nord) districtes d'Augsburg, Donau-Ries, Neuburg-Schrobenhausen, Pfaffenhofen, Dachau, Fürstenfeldbruck i Landsberg, com també per la ciutat d'Augsburg.

## Història
Aichach-Friedberg va ser poblada per tribus de Baviera des del segle vii. La regió es denomina de vegades el bressol de Baviera, ja que el castell de Wittelsbach és a prop de l'actual ciutat d'Aichach. Era el castell ancestral de la família Wittelsbach, que eren els governants de Baviera durant milers d'anys. El castell va ser arrasat el 1208, i actualment no hi ha res més que una pedra commemorativa en la zona.
La ciutat de Friedberg va ser fundada al segle xiii amb la finalitat de cobrar un peatge de les persones que utilitzaven el pont sobre el riu Lech. Aichach va esdevenir una ciutat uns cent anys més tard. El 1862 es van fundar els dos districtes d'Aichach i Friedberg. Es van fusionar el 1972 i es va convertir en part de la regió administrativa de Suàbia. De tota manera, històricament Aichach-Friedberg no pertany a Suàbia, en la vella Baviera. El nom del nou districte va ser originalment Augsburg-Ost ("Augsburg Est"), però es va canviar a Aichach-Friedberg el 1973.

## Geografia
El districte se situa a l'est de la ciutat d'Augsburg i comprèn una zona rural amb poques grans ciutats. El Riu Lech forma la frontera occidental de la comarca. Un altre riu, el Paar (un afluent del Danubi), entra al districte al sud-oest, travessa Aichach i surt cap al nord-est.
El territori és també conegut com a Wittelsbacher Land, pel castell de Wittelsbach a prop d'Aichach.

## Escut d'armes
| Escut d'armes | L'escut d'armes mostra: - a dalt: el patró blanc i blau a quadres de Baviera - a baix a l'esquerra: the oak leaf from the old coat of arms of Aichach - a baix a la dreta: la Creu d'Ulrich, utilitzat pels bisbes d'Augsburg |

## Ciutats i Municipis
| Ciutats                 | Municipis | |
| ----------------------- | --- | --- |
| 1. Aichach 2. Friedberg | 1. Adelzhausen 2. Affing 3. Aindling 4. Baar 5. Dasing 6. Eurasburg 7. Hollenbach 8. Inchenhofen 9. Kissing 10. Kühbach 11. Merching | 1. Mering 2. Obergriesbach 3. Petersdorf 4. Pöttmes 5. Rehling 6. Ried 7. Schiltberg 8. Schmiechen 9. Sielenbach 10. Steindorf 11. Todtenweis |

## Ciutats agermanades
- Affing: Lobez (Polònia)
- Aichach: Brixlegg (Àustria), Gödöllö (Hongria), Schifferstadt (Alemanya)
- Aindling: Avord (França)
- Dasing: Siedlce (Polònia)
- Friedberg: Bressuire (França), Chippenham (Anglaterra), Friedberg (Àustria), La Crosse (EUA), Völs am Schlern (Itàlia)
- Hollenbach: Contest (França)
- Kühbach: destinat amb Balatonföldvár (Hongria)
- Mering: Ambérieu-en-Bugey (França)
- Pöttmes: La Haye-Pesnel (França)
- Schiltberg: Schwertberg (Àustria)
- Sielenbach: Saint-Fraimbault-de-Prières (França)
- Zahling-Obergriesbach: Zahling-Eltendorf (Àustria)